# 十三年戦争
十三年戦争（じゅうさんねんせんそう、波:Wojna trzynastoletnia、独:Dreizehnjähriger Krieg）は、1454年から1466年の13年間にポーランド・リトアニア合同のポーランド王国とプロイセン同盟の同盟と、ドイツ騎士団国との間で行われた戦争である。

## 概要
ドイツ騎士団から独立を得るための、プロシア諸都市と地方貴族の反乱として始まった。プロイセン同盟は、ポーランド王カジミェシュ4世に助力を請い、プロシアをポーランド王国に取り込むと申し出た。国王がそれを承諾すると、戦争はプロイセン同盟が支援するポーランドとドイツ騎士団の支援者との間で起こった。
十三年戦争はプロイセン同盟とポーランドの勝利に終わり、第二次トルニの和約が締結された。その後すぐに、プロシアのエルムラント司教領の独立をポーランドと争った、司祭戦争（1467 - 1479）が起こった。